# Лобжани
Лобжани (пол. Łobżany, нім. Labes A und D, Labes Tivoli) — село в Польщі, у гміні Лобез Лобезького повіту Західнопоморського воєводства.
Населення — 68 осіб (2011).
У 1975-1998 роках село належало до Щецинського воєводства.

## Демографія
Демографічна структура станом на 31 березня 2011 року:
|          | Загалом | Допрацездатний вік | Працездатний вік | Постпрацездатний вік |
| -------- | ------- | ------------------ | ---------------- | -------------------- |
| Чоловіки | 33      | 6                  | 23               | 4                    |
| Жінки    | 35      | 8                  | 18               | 9                    |
| Разом    | 68      | 14                 | 41               | 13                   |